# Manuel Serifo Nhamadjo
Manuel Serifo Nhamadjo   (Bissau i Bissau, 25 de març de 1958 - Lisboa, 17 de març de 2020) fou un polític de Guinea Bissau que va ocupar, de forma interina, el càrrec de President de Guinea Bissau des del 12 de maig de 2012 fins al 23 de juny de 2014. Anteriorment havia presidit l'Assemblea Nacional Popular.

## Presidència
Serifo Nhamadjo es va presentar a les eleccions presidencials de març de 2012, quedant en tercer lloc amb el 15% dels vots. Abans de celebrar-se la segona volta l'exèrcit va donar un cop d'estat, detenint guanyador de la primera volta Carlos Gomes Júnior. Finalment, l'exèrcit i els partits polítics van arribar a l'acord, a l'abril, de designar Serifo Nhamadjo com a president interí fins a la celebració d'unes noves eleccions presidencials en el termini de dos anys.
La mediació de la Comunitat Econòmica dels Estats d'Àfrica Occidental va reduir el període de transició a un any i va permetre Serifo Nhamadjo la formació d'un govern interí el 16 de maig. D'aquesta forma, va nomenar primer ministre Rui Duarte de Barros.